# Злобин, Анатолий Павлович
Анатолий Злобин (псевдоним; настоящее имя: Злобин-Кутявин Анатолий Павлович; 10 ноября 1923, г. Москва — 14 марта 1996, там же) — советский и российский прозаик, публицист. Член КПСС с 1943 года.

## Биография
Участник Великой Отечественной войны, окончил военно-пехотное училище, с начала 1942 года командовал взводом 120-миллиметровых минометов.
Окончил Литературный институт им. А. М. Горького (1950). В 1948 году опубликовал в соавторстве с Ю. Грачевским свою первую книгу — очерки «Молодые сердца». В 1951 году в «Новом мире» вышел его очерк «Шагающий гигант» о конструкторах первого советского шагающего экскаватора.
Известен как очеркист и публицист, выступавший по наиболее острым вопросам, связанным с научно-техническим прогрессом. Член Союза писателей с 1953 года.
Книги переведены на английский, немецкий, финский и чешский языки.
Умер в 1996 году. Похоронен на Троекуровском кладбище.

## Сочинения
- Повесть. Рассказы [Текст] / Анатолий Злобин. — Москва : Моск. рабочий, 1971. — 142 с.; 17 см.
- Все спешат календари… [Текст] : [Соврем. сказки] / АнатолийЗлобин. — Москва : Сов. Россия, 1979. — 80 с.; 17 см. — (Писатель и время).
- Большой шагающий [Текст]. — Москва : Госкультпросветиздат, 1952. — 167 с., 1 л. ил. : ил.; 22 см.
- Встреча, которая не кончается [Текст] : Очерки. — Москва : Сов. писатель, 1977. — 302 с. : портр.; 20 см.
- Репортаж с наплавного моста [Текст] : (Бесконфликтный очерк с прологом и эпилогом). — [Москва] : Мол. гвардия, 1957. — 45 с.; 20 см.
- Дорога в один конец [Текст] : [Очерки]. — Москва : Политиздат, 1965. — 223 с. : карт.; 16 см. — (Время и люди).
- Самый далекий берег [Текст] : Роман. — Москва : Сов. Россия, 1965. — 342 с., 1 л. портр.; 20 см.
- Байкальский меридиан [Текст] : [Очерки]. — Москва : Сов. Россия, 1959. — 192 с.; 21 см.
- Рождение будущего [Текст] : Очерки. — Москва : Сов. писатель, 1956. — 227 с.; 21 см.
- Творец автоматов [Текст] : [Лауреат Сталинской премии конструктор Люберец. завода с.-х. машиностроения им. Ухтомского Я. И. Саввин]. — [Москва] : Моск. рабочий, 1951. — 36 с. : портр.; 17 см. — (Знатные москвичи).
- Пять часов разницы [Текст] : Очерки и рассказы. — Москва : Сов. писатель, 1959. — 322 с.; 21 см.
- Генеральный директор [Текст] : Докум. повесть с тремя интервью [о ген. дир. произв. об-ния «АвтоЗИЛ» П. Д. Бородине]. — Москва : Сов. Россия, 1978. — 287 с. : портр.; 17 см. — (Люди Советской России).
- Вся его жизнь [Текст] : [О Герое Социалистического Труда Дмитрии Константиновиче Масько] / Анатолий Злобин, Александр Верюжский. — Москва : Профиздат, 1970. — 253 с.; 17 см. — (Повести о героях труда).
- Восьмое море [Текст] : Докум. повесть [о монтажнике гидротурбин В. А. Витальеве] / А. П. Злобин, А. М. Верюжский. — [Москва] : Профиздат, 1967. — 255 с. : ил.; 17 см. — (Повести о героях).
- Добрая жизнь [Текст] : Докум. повесть [о Д. А. Слепухе] / [Ил.: И. А. Огурцов]. — Москва : Сов. Россия, 1964. — 342 с. : ил., портр.; 15 см. — (Люди Советской России).
- Дом среди сосен [Текст] : [Рассказы и повесть] / [Ил.: И. Г. Снегур]. — Москва : Сов. Россия, 1967. — 176 с. : ил.; 21 см.
- Дорога в один конец [Текст] : Докум. повести / [Ил.: В. С. Алешин]. — Москва : Сов. писатель, 1972. — 408 с. : ил.; 21 см.
- Книга пути : Докум. повести / Анатолий Злобин; [Худож. Е. Агарунова]. — М. : Сов. Россия, 1983. — 350 с. : ил.; 21 см;
- Мешок законов : Фантазия на свобод. тему / Анатолий Злобин. — М. : Рус. богатство, 1993. — 176 с.; 17 см.
- Встреча, которая не кончается : Очерки / Анатолий Злобин. — М. : Сов. писатель, 1981. — 352 с. : ил.; 20 см.
- Демонтаж : [Роман] / Анатолий Злобин. — Л. : Худож. лит. : Ленингр. отд-ние, 1990. — 429,[1] с.; 20 см; ISBN 5-280-01344-7 : 1 р. 50 к.
- Только одна пуля : [Роман] / Анатолий Злобин. — М. : Моск. рабочий, 1982. — 287,[1] с.; 20 см; ISBN 5-239-00011-5 : 1 р.
- Горячо-холодно [Текст]: Повести / Анатолий Злобин. — М. : Сов. писатель, 1988. 571,[1] с.; 20 см; ISBN 5-265-00319-3 : 2 р. 30 к.
- kráčivého obra [Текст] / Anatolij Zlobin ; Přel. Jaromír Kvapil. — Praha : Svět sovětů, 1954. — 171 с., 2 л. ил., портр. : ил., портр.; 21 см.
- Nedmontering : Eller anvisning om bästa sättet att störta monument som avsetts sta i arhundraden, om det plötsligt visar sig att de blivit uppförda pa fel plats och till minnet av fel person / Anatolij Zlobin ; Övers. Lars Erik Blomquist. — [Helsinki] : Natur och kultur, Cop. 1990. — 396 с.; 23 см; ISBN 91-27-10031-6
- Бонжур, Антуан! [Текст] : Повесть / [Ил.: А. Озеревская и А. Яковлев]. — 2-е изд. — Москва : Мол. гвардия, 1974. — 327 с. : ил.; 20 см.
- The Baikal meridian [Текст] / A. Zlobin ; Transl. from the Russ. by Ivanov-Mujiev. — Moscow : Foreign languages publ. house, 1961. — 190 с.; 21 см.